# Agylla volzi
Agylla volzi là một loài bướm đêm thuộc phân họ Arctiinae, họ Erebidae.